# 백자장군
백자장군(白磁장군)은 서울특별시 종로구 서울역사박물관에 있는 조선시대의 백자이다. 2002년 8월 16일 서울특별시의 유형문화재 제158호로 지정되었다.

## 개요
16세기 후반～17세기 경 廣州 分院의 官窯에서 제작된 것으로 추정되는 素文 白磁 장군이다. 이 白磁甁은 굽이 없는 원통형의 몸체 중앙에 구멍을 뚫고 구연을 만든 장군병으로 물레를 이용하여 성형을 했는데, 한쪽 면에는 성형할 때의 흔적이 남아 있다. 규모가 크며 전체적으로 높이도 높다. 몸체 한 부분이 굵어 그 쪽으로 세우게 되어 있고 굽은 안 바닥이 조금 오목해진 平底이다. 胎土가 치밀하며 釉藥은 병 전체에 걸쳐 순백색으로 깔끔하게 施釉되었다. 이 병에 있어서 특이한 점은 ‘口右’라는 銘文이 陰刻되어 있다는 것인데, 이 銘文이 무엇을 의미하는 지는 아직 분명치 않다. 이와 관련하여 ‘口’는 干支를, ‘右’는 左․右의 右를 표시하며, 이러한 ‘干支․左右’ 銘을 새기는 것은 17세기의 官窯에서 進上品을 표시한 것이라는 견해도 있다. 胎土와 施釉 상태, 만듦새 등에서 판단할 때 이 백자장군은 현존하는 장군 甁 중에서 상태가 매우 양호한 편이다.

## 참고 문헌
- 백자장군 - 국가유산청 국가유산포털